# Lobelia pubescens
Lobelia pubescens là loài thực vật có hoa trong họ Hoa chuông. Loài này được Aiton mô tả khoa học đầu tiên năm 1789.